# Catastrophe du Horsfjärd

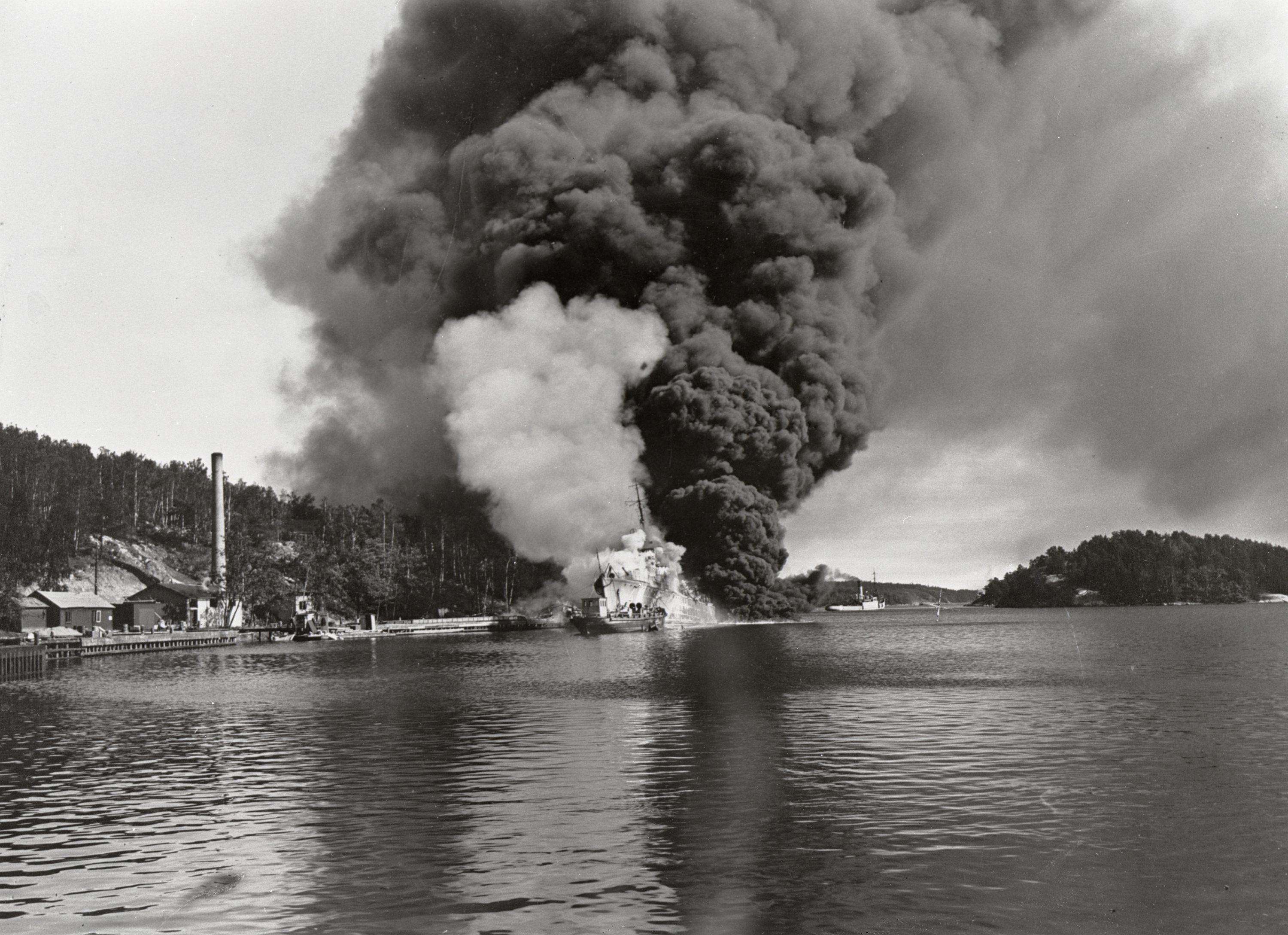
Le destroyer HMS Klas Uggla en flammes lors de la catastrophe du Horsfjärd.

La catastrophe du Horsfjärd est un événement ayant affecté la marine royale suédoise pendant la Seconde Guerre mondiale. Une série d’explosions accidentelles a causé de loin les pires dommages aux unités de la marine suédoise à l’époque de cette guerre, dans laquelle la Suède n’était pas un belligérant.
La catastrophe s’est produite le 17 septembre 1941. Trois destroyers de la marine suédoise étaient amarrés dans le Horsfjärd près de Stockholm lorsque les torpilles ou les réservoirs de gazole du HMS Göteborg ont explosé. Les flammes ont ensuite enveloppé les Klas Horn et Klas Uggla dans un véritable enfer,.
Les trois destroyers ont été coulés et trente-trois marins tués, un coup dur pour la marine suédoise. Les trois navires ont ensuite été renfloués. Le Klas Uggla n’a plus jamais été remis en service. Les deux autres navires l’ont été, après réparations,.
Une enquête sur un possible sabotage a été ouverte. Une théorie a émergé selon laquelle la cause était une bombe larguée accidentellement par un avion suédois lors de manœuvres d’entraînement, et d’autres théories ont été avancées. Mais la cause n’a jamais été établie.